# Francesco Vettori (antiquaire)
Pour l’article homonyme, voir Francesco Vettori.
Francesco Vettori, en latin Victorius, (né en 1693 Spello et mort le 10 mai 1770 à Rome) est un antiquaire italien.

## Biographie
Francesco Vettori naquit à Spello en 1693. Il appartenait à une famille patricienne. S’étant attaché de bonne heure à l’étude des monuments que cette ville offre en si grand nombre, il acquit une grande habileté dans l’art de lire les inscriptions, ainsi que dans la numismatique et la glyptographie. L’académie étrusque de Cortone l’ayant admis dans son sein, les principales sociétés littéraires d’Italie imitèrent cet exemple. Il possédait un cabinet précieux, dont il se plaisait à faire lui-même les honneurs aux étrangers et aux amateurs. Ses talents lui méritèrent l’estime du pape Benoît XIV, qui le nomma directeur du musée du Vatican. Il mourut le 10 mai 1770 à l’âge de 77 ans.

## Œuvres
Francesco Vettori a publié un grand nombre de dissertations parmi lesquelles on citera les suivantes : 1° Veteris gemmæ ad christianum usum explanatio, Rome, 1732. 2° Nummus aureus veterum christianorum, commentario explicatus, adjectis sacris aliquibus monumentis, Rome, 1737, in-4°. 3° Il fiorino d’oro antico illustrato, Florence, 1738, in-4°, fig. 4° Dissertatio glyptographica, sive gemmæ duæ vetustissimæ emblematibus, et græco artificis nomine insignatæ, quæ extant Romæ in museo Victorio, explicatæ et illustratæ, Rome, 1739, in-4°, fig. 5° De septem dormientibus historia ectypis Musei Victorii expressa dissertationibus et veteribus monumentis illustrata, Rome, 1741. 6° De vetustate et forma monogrammatis nominis Jesu Dissertatio, antiquis emblematibus ex Victorio museo reserta, ibid., 1747, in-4°. 7° Epistola de musei Victorii emblemate et de nonnullis numismatibus Alexandri Severi, secundis curis explanatis, ibid., 1747, in-4°. Son explication des médailles d’Alexandre-Sévère ayant été critiquée, il entreprit de la justifier dans l’opuscule suivant ; 8° Dissertatio apologetica de quibusdam Alexandri Severi numismatibus, ibid., 1749, in-4°. 9° Del culto di Cibele presso gli antichi, Dissertazione colla quale s’illustra un statuetta di marmo Pario, del museo Vettori, ibid., 1753, in-4°, fig.

## Sources
- « Francesco Vettori (antiquaire) », dans Louis-Gabriel Michaud, Biographie universelle ancienne et moderne : histoire par ordre alphabétique de la vie publique et privée de tous les hommes avec la collaboration de plus de 300 savants et littérateurs français ou étrangers, 2e édition, 1843-1865 [détail de l’édition]